# 1,1,2,2-Tetracloroetà
L'1,1,2,2-tetracloroetà (TeCA) és un compost orgànic líquid a temperatura ambient, incolor i amb una olor dolça. S'utilitza com a dissolvent industrial o com a agent de separació. És tòxic i es pot inhalar, consumir o absorbir a través de la pell. Després de l'exposició, es poden produir nàusees, marejos o fins i tot danys al fetge. És una substància sintètica, és a dir, que no es forma de manera natural.

## Història
L'1,1,2,2-tetracloroetà es va usar en grans quantitats per produir altres productes químics com ara tricloroetilè, tetracloroetilè i 1,2-dicloroetilè. També va trobar la seva funció com a dissolvent industrial i es va emprar en eliminadors de pintura i pesticides.
A causa dels seus possibles efectes cancerígens sobre els humans, la producció d'1,1,2,2-tetracloroetà ha disminuït significativament i ja no s'utilitza àmpliament com a producte final. Tanmateix, encara es genera com a subproducte i com a producte intermedi durant la fabricació, on s'han detectat nivells baixos de la substància química a l'aire.

## Síntesi

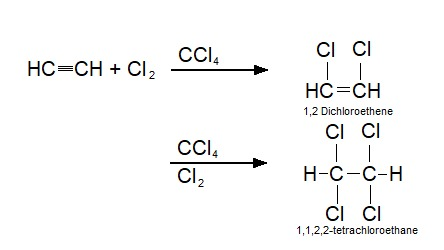
Síntesi d'1,1,2,2-tetracloroetà

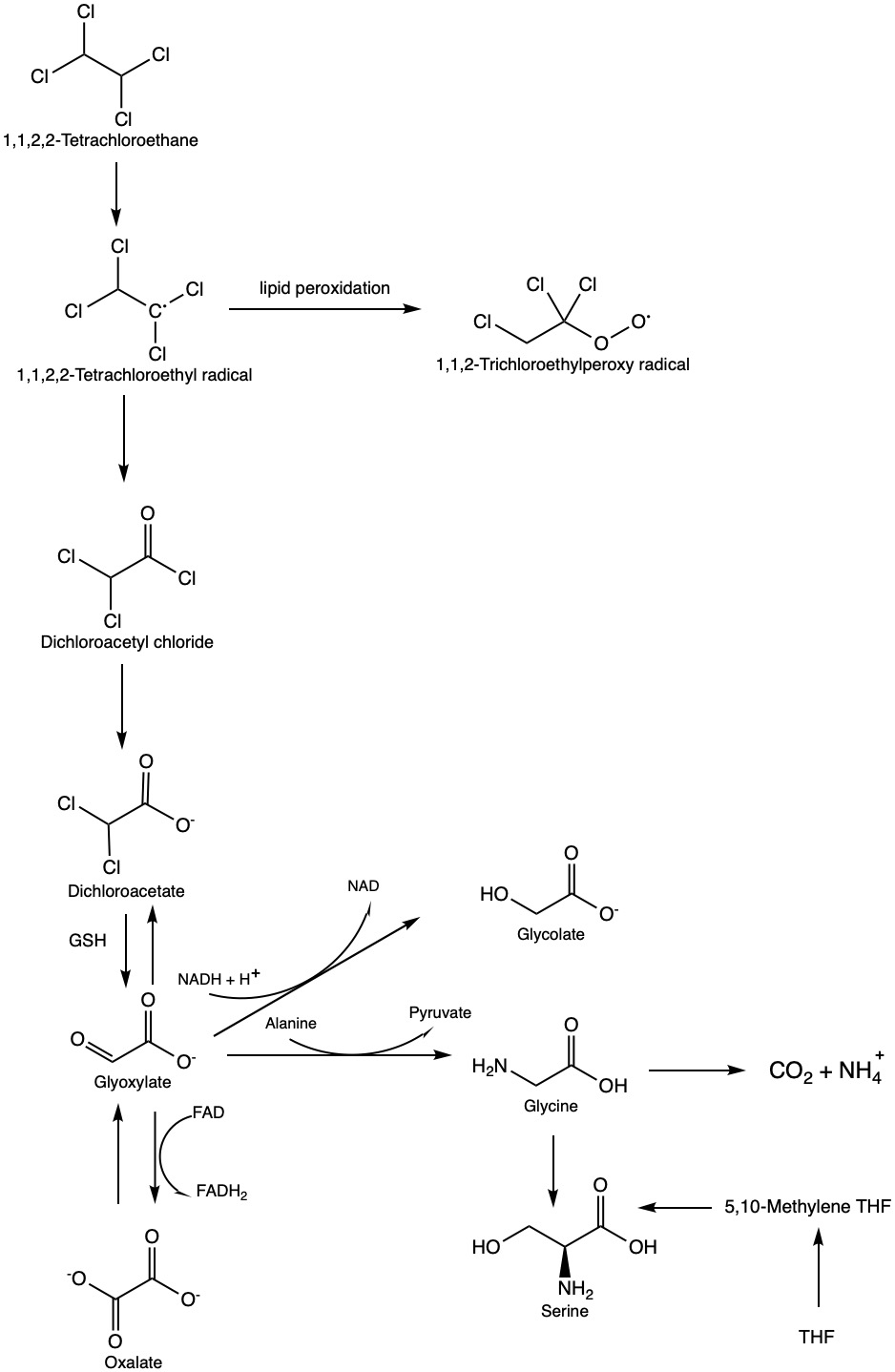
Metabolisme proposat de l'1,1,2,2-tetracloroetà

Hi ha algunes maneres diferents de sintetitzar 1,1,2,2-tetracloroetà. Es pot produir mitjançant l'addició catalítica de clor a l'acetilè (etí), que produeix la puresa més alta. També es produeix per cloració directa o oxicloració usant etilè com a matèria primera i per cloració catalítica de l'età o cloració de l'1,2-dicloroetà. Els productes secundaris comuns que es creen durant la síntesi de l'1,1,2,2-tetracloroetà són l'1,2-dicloroetà i el tricloroetilè (en presència de calor).

## Toxicitat

### Mecanisme d'acció
Tenint en compte les propietats físiques i químiques, l'1,1,2,2-tetracloroetà (TeCA) es pot absorbir de manera ràpida i extensa, cosa que provoca exposicions orals i per inhalació. En estudis amb animals, la presa oral es va informar entre un 70 i un 100% i 40-97 % d'absorció oral en inhalació humana. TeCA és una molècula petita, volàtil i lipòfila; sembla que TeCA s'absorbeix fàcilment pels tractes respiratoris i gastrointestinals. Absorció amb difusió passiva és el mecanisme més probable.
Després que el TeCA s'absorbeix al cos probablement s'acumula en teixits rics en lípids, com el fetge. L'eliminació urinària es produeix com a metabòlits, com l'àcid fòrmic, l'àcid glioxàlic, l'àcid tricloroacètic i el tricloroetanol. L'alcohol augmenta el metabolisme de l'1,1,2,2-tetracloroetà (TeCA) i intensificarà els efectes. Els consumidors d'alcohol podrien tenir un risc més gran per a tots els efectes tòxics de TeCA.
El metabolisme del TeCA a productes reactius té un paper clau en la toxicitat del TeCA. Els enzims microsòmics i nuclears del citocrom P450 estan implicats en el metabolisme amb TeCA, alliberant compostos biològicament actius com; aldehids, alquens, àcids i radicals lliures. Així, la capacitat metabòlica dels teixits elevats, el fetge, la formació de metabòlits actius és un mecanisme probable per a la toxicitat.

### Efectes sobre la salut

Substància tòxica

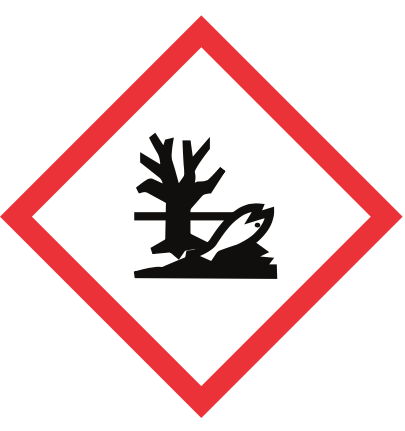
Substància nociva pel medi aquàtic

L'1,1,2,2-tetracloroetà (TeCA) té una àmplia gamma d'efectes repartits per tot el cos. Quatre estudis en humans després de l'exposició a TeCA van determinar malestar gastrointestinal en els participants. Dos humans exposats a 2,9 ppm de TeCA durant 30 minuts van mostrar símptomes de vòmits i nàusees. Aquests símptomes també van causar pèrdua de pes. Els treballadors d'una fàbrica de seda artificial que havien inhalat regularment TeCA, mostraven nivells elevats de glòbuls blancs i una lleu anèmia. Les autòpsies en humans que van morir a causa de l'exposició al TeCA van mostrar que alguns humans van desenvolupar insuficiència hepàtica a partir del TeCA, van mostrar icterícia i un fetge augmentat. El fetge és el sistema més afectat per la intoxicació per TeCA, provocant per exemple l'apoptosi del teixit hepàtic. Els vapors de TeCA poden causar irritació ocular, picor, estrabisme i llagrimeig tant en humans com en animals. La inhalació de vapor de TeCA pot causar marejos, mal de cap i tremolors. L'Institut Nacional del Càncer va dur a terme experiments sobre la tumorigenicitat de TeCA en rates i ratolins mitjançant la via d'exposició oral. Es van trobar tumors hepàtics en ambdues espècies. A causa de diversos informes d'estudi de cas sobre persones que van morir després d'ingerir TeCA, es va poder establir la dosi letal aproximada. Com que la quantitat consumida variava, era difícil de determinar amb exactitud. Es va demostrar que un informe era de 4100 mg/kg, el segon 357 mg/kg i el tercer 1100–9600 mg/kg. La mort després de la ingestió es va produir en 3-20 hores.

## Contaminació
L'1,1,2,2-tetracloroetà és un compost orgànic volàtil (COV), per tant, contribueix a la formació d'ozó troposfèric. També és tòxic per l'humà i pel medi aquàtic.